# Московка (Северо-Казахстанская область)
Московка (каз. Московка) — упразднённое село в Тайыншинском районе Северо-Казахстанской области Казахстана. Входило в состав Большеизюмовского сельского округа. Ликвидировано в 2000-е годы.

## Население
По данным переписи 1999 года, в селе проживало 16 человек (9 мужчин и 7 женщин).